# Томмази, Фердинандо
Фердинандо Томмази (итал. Ferdinando Tommasi; 1824, Неаполь — 1903) — итальянский композитор.

## Биография
Фердинандо Томмази родился в семье известного политика, председателя совета министров, по причине чего его крёстным стал неаполитанский король Фердинанд I. В юности увлекался поэзией и живописью, написав даже несколько картин, но впоследствии решив посвятить себя музыке, которую изучал под руководством Гаэтано Корциа.
В 1855 году Фердинандо Томмази написал свою первую оперу, четырёхактную «Guido e Gineva» (к опере Фроманталя не имела отношения), сочинив для неё также либретто; опера была впервые представлена в Неаполе, за ней последовали «Errico di Svezia» и «Pomponio». К числу других его произведений относятся оратория «Judith» и различные небольшие музыкальные сочинения как религиозного, так и светского характера.